# Auby
Ne doit pas être confondu avec Auby-sur-Semois ou Aube (département).
Auby est une commune française située dans le département du Nord, en région Hauts-de-France.
Auby est situé dans le Bassin minier du Nord-Pas-de-Calais et la Compagnie des mines de l'Escarpelle y a ouvert au XXe siècle sa fosse no 8.

## Géographie

### Localisation
La commune d'Auby est située dans la Pévèle , à l'ouest du département du Nord, à la limite du Pas-de-Calais. 
Elle est au centre du bassin minier du Nord-Pas-de-Calais.  Auby est orthodromiquement située à 6 kilomètres au nord de Douai, à 16 kilomètres à l'est de Lens, à 23 kilomètres au sud de Lille et à 34 kilomètres à l'ouest de Valenciennes.
La commune se trouve dans l'aire d'attraction de Douai, ainsi que dans sa zone d'emploi et dans son bassin de vie. Elle fait partie de l'unité urbaine de Douai-Lens.

### Communes limitrophes
Auby compte cinq communes limitrophes (Leforest, Raimbeaucourt, Roost-Warendin, Flers-en-Escrebieux et Courcelles-lès-Lens). Les deux communes au nord-ouest d'Auby sont situées dans le Pas-de-Calais et tout le sud de la commune jouxte Flers-en-Escrebieux.
| Leforest                       | Leforest                   | Raimbeaucourt                        |
| Courcelles-lès-Lens            | Auby                       | Roost-Warendin                       |
| Flers-en-Escrebieux/Le Villers | Flers-en-Escrebieux/centre | Flers-en-Escrebieux/Pont de la Deûle |

### Géologie et relief
La superficie de la commune est de 7,12 km2 ; son altitude varie de 18  à   32 mètres. 
La commune d'Auby est située dans une plaine basse, presque au pied du coteau de Pévèle. C'est dans cette partie de l'ancienne Pévèle que s'étend la commune.
Le terrain sur lequel s'élève Auby est une plaine formée de couches sédimentaires recouvertes d'une couche d'alluvions plus ou moins épaisses dans presque toutes ses parties. Le sous-sol d'Auby est argilo-calcaire, dans les terres anciennement marécageuses, le sol arable et noirâtre, le sous-sol en général, repose sur de la marne calcaire. Cette marne calcaire a servi bien longtemps à faire la chaux nécessaire aux vieilles bâtisses de la ville, car on retrouve la trace du chemin des Marlières et d'un chaufour dans quelques actes des Archives.
Dans la plupart des terres marécageuses, le sol repose sur une couche d'argile. Cette drève d'un gris verdâtre est fort imperméable, ce qui explique l'humidité persistante du sol et sa transformation en marécages. Suivant la coupe du Puits no 8 que la Compagnie des Mines de l'Escarpelle a fait foncer sur Auby, au lieu-dit Port Arthur, nous connaissons la composition des assises sur lesquelles nous marchons :
- couches aquifères : sol argilo-calcaire, argile ferrugineuse, marne meunière, silex ;
- couches imperméables : drève argileuse, drève blanche avec pyrites de fer (tourtia) ;
- couches perméables accidentelles : calcaire ou marbre (on y rencontre deux fissures remplies d'eau salée ayant donné 600 m3 en 24 heures. D'après les techniciens, ce sont des révolutions terrestres non comblées, des poches qui se sont trouvées enfoncées par les mouvements du sol) ;
- couches imperméables et houillères : terrain houiller (la première veine de charbon épaisse de 0,30 m à 0,82 m et inclinée à 28° y fut trouvée à la profondeur de 232 mètres).

### Hydrographie

#### Réseau hydrographique

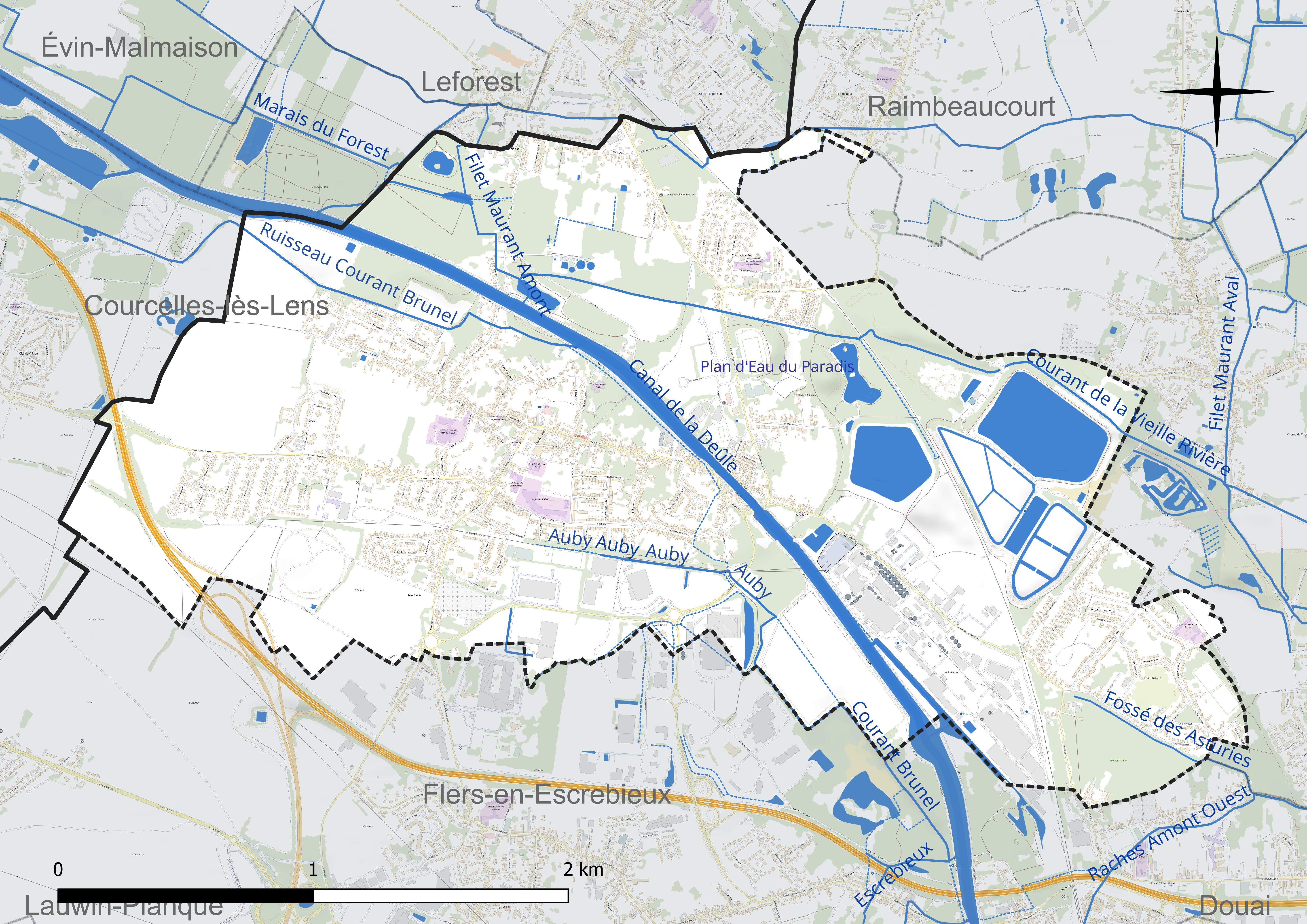
Réseau hydrographique d'Auby.

La commune est située dans le bassin Artois-Picardie. 
Elle est drainée par le canal de la Deûle, le Filet Maurant Amont, le Filet Maurant Aval, le Courant Brunel, le Courant de la Vieille la rivière, le fossé des Asturies, l'Auby, le ruisseau Courant Brunel et divers autres petits cours d'eau,.
Le canal de la Deûleest un canal, chenal navigable, d'une longueur de 59 km, prend sa source dans la commune de Douai et se jette  dans la Lys à Deûlémont, après avoir traversé 40 communes.
Un plan d'eau complète le réseau hydrographique : le plan d'eau du Paradis (2 ha),.

#### Gestion et qualité des eaux
Le territoire communal est couvert par le schéma d'aménagement et de gestion des eaux (SAGE) « Marque Deûle ». Ce document de planification concerne un territoire de 1 120 km2 de superficie, délimité par les bassins versants de la Marque et de la Deûle, formant une vaste cuvette sédimentaire de 40 km de long et de 25 km de large, où la pente est très faible. Le périmètre a été arrêté le 2 décembre 2005 et le SAGE proprement dit a été approuvé le 9 mars 2020. La structure porteuse de l'élaboration et de la mise en œuvre est la Métropole européenne de Lille.
La qualité des cours d'eau peut être consultée sur un site dédié géré par les agences de l'eau et l'Agence française pour la biodiversité.

### Climat
Pour des articles plus généraux, voir Climat des Hauts-de-France et Climat du Nord.
En 2010, le climat de la commune est de type climat océanique dégradé des plaines du Centre et du Nord, selon une étude du CNRS s'appuyant sur une série de données couvrant la période 1971-2000. En 2020, Météo-France publie une typologie des climats de la France métropolitaine dans laquelle la commune est exposée à un climat océanique et est dans la région climatique Nord-est du bassin Parisien, caractérisée par un ensoleillement médiocre, une pluviométrie moyenne régulièrement répartie au cours de l'année et un hiver froid (3 °C).
Pour la période 1971-2000, la température annuelle moyenne est de 10,6 °C, avec une amplitude thermique annuelle de 14,5 °C. Le cumul annuel moyen de précipitations est de 710 mm, avec 12,3 jours de précipitations en janvier et 8,6 jours en juillet. Pour la période 1991-2020, la température moyenne annuelle observée sur la station météorologique la plus proche, située sur la commune de Douai à 5 km à vol d'oiseau, est de 11,0 °C et le cumul annuel moyen de précipitations est de 729,2 mm,. Pour l'avenir, les paramètres climatiques de la commune estimés pour 2050 selon différents scénarios d'émission de gaz à effet de serre sont consultables sur un site dédié publié par Météo-France en novembre 2022.

## Urbanisme

### Typologie
Au 1er janvier 2024, Auby est catégorisée ceinture urbaine, selon la nouvelle grille communale de densité à sept niveaux définie par l'Insee en 2022.
Elle appartient à l'unité urbaine de Douai-Lens, une agglomération inter-départementale regroupant 67  communes, dont elle est une commune de la banlieue,,. 
Par ailleurs la commune fait partie de l'aire d'attraction de Douai, dont elle est une commune de la couronne,. Cette aire, qui regroupe 61 communes, est catégorisée dans les aires de 50 000 à moins de 200 000 habitants,.

### Occupation des sols

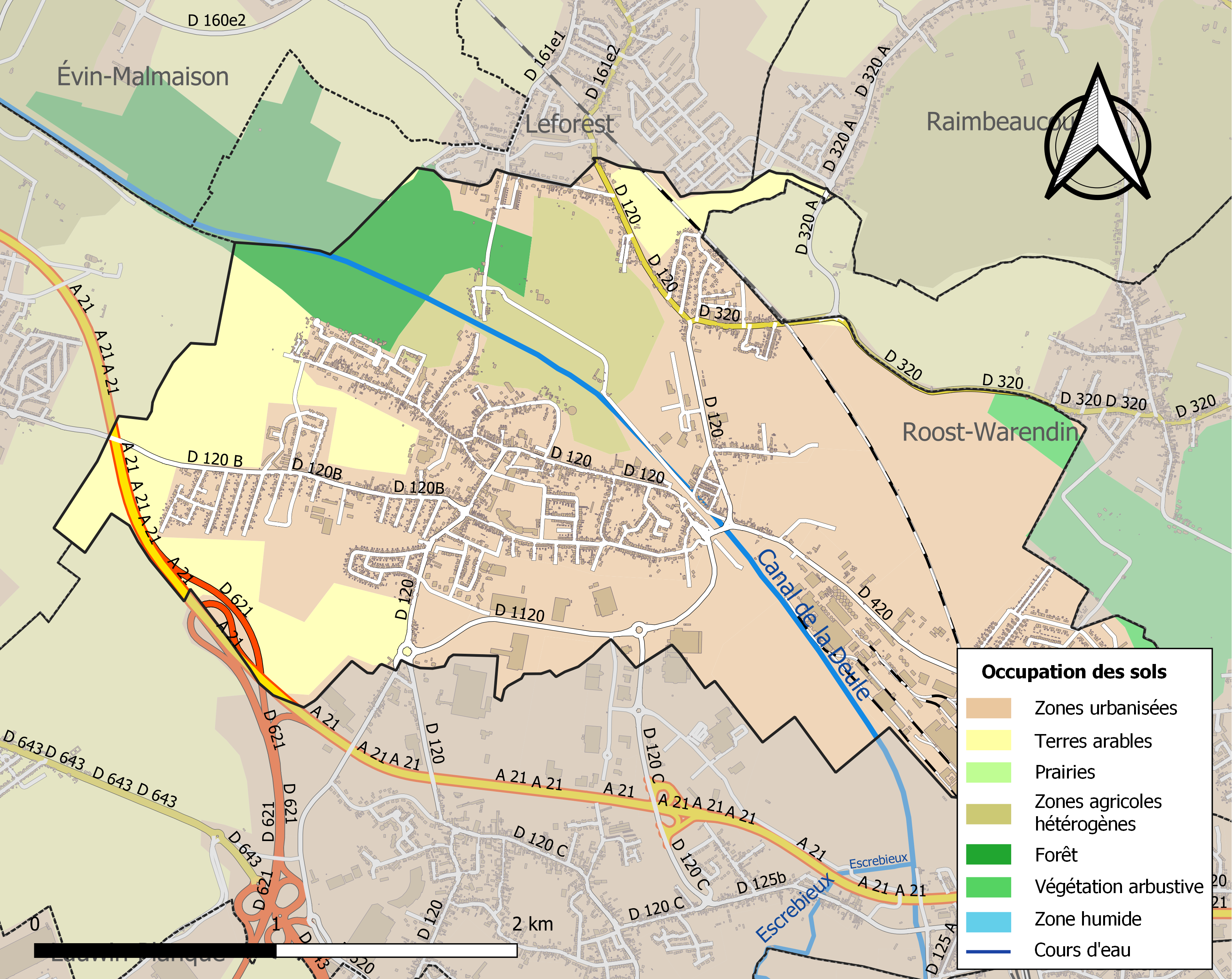
Carte des infrastructures et de l'occupation des sols de la commune en 2018 (CLC).

L'occupation des sols de la commune, telle qu'elle ressort de la base de données européenne d'occupation biophysique des sols Corine Land Cover (CLC), est marquée par l'importance des territoires artificialisés (70,4 % en 2018), en augmentation par rapport à 1990 (51,9 %). 
La répartition détaillée en 2018 est la suivante : zones urbanisées (38,9 %), terres arables (14,8 %), zones industrielles ou commerciales et réseaux de communication (14,3 %), mines, décharges et chantiers (11,6 %), zones agricoles hétérogènes (8 %), espaces verts artificialisés, non agricoles (5,6 %), forêts (5,5 %), milieux à végétation arbustive et/ou herbacée (1,2 %). 
L'évolution de l'occupation des sols de la commune et de ses infrastructures peut être observée sur les différentes représentations cartographiques du territoire : la carte de Cassini (XVIIIe siècle), la carte d'état-major (1820-1866) et les cartes ou photos aériennes de l'IGN pour la période actuelle (1950 à aujourd'hui).

### Quartiers

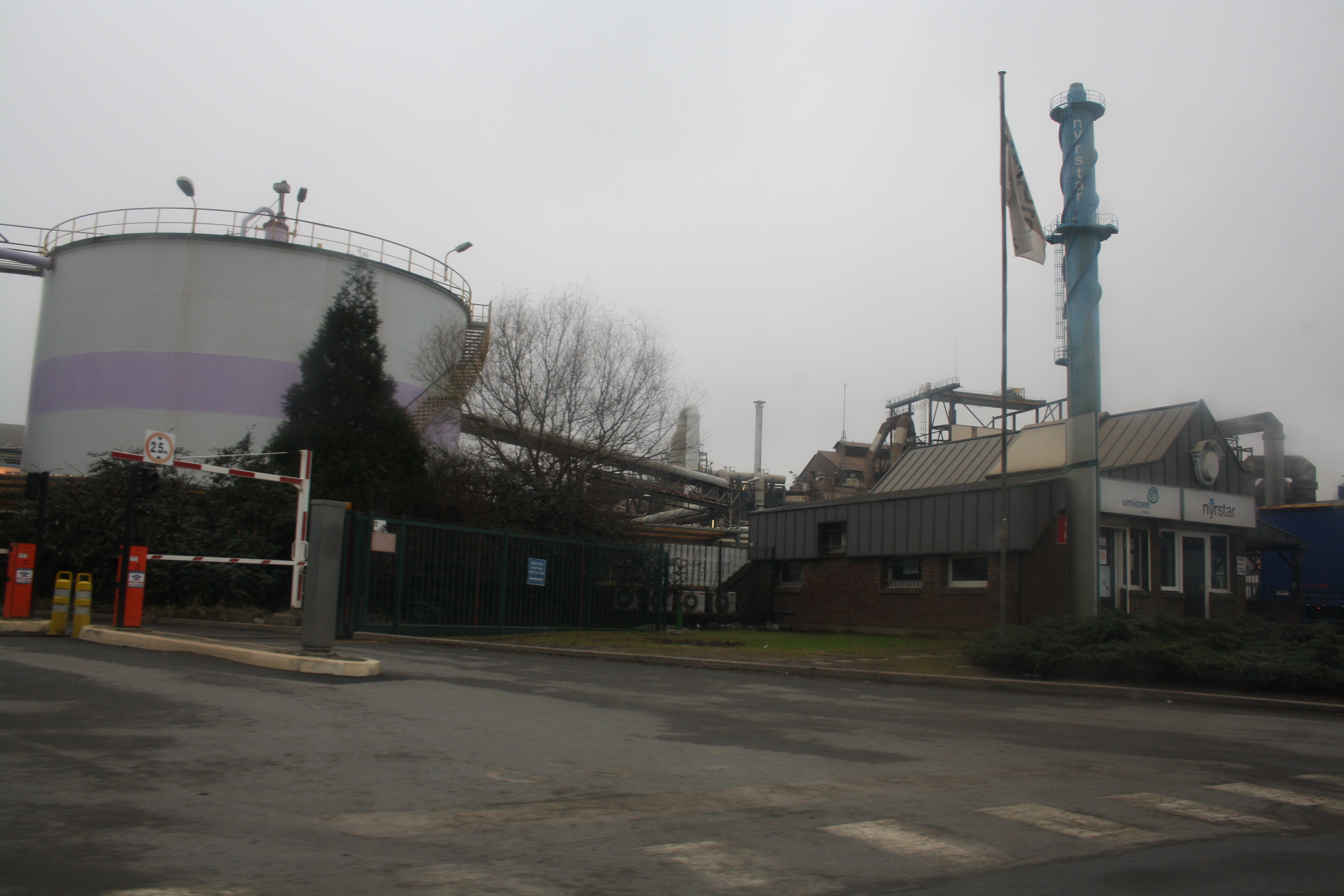
Les Asturies.

La commune d'Auby est composée de plusieurs quartiers :
- Les Asturies : ancien quartier de la Compagnie royale asturienne des Mines, devenue par la suite Vieille-Montagne, Union Minière, Umicore et aujourd'hui Nyrstar ;
- Le Bon-Air : ancien quartier des mineurs mais aussi des Engrais d'Auby, de la Société Lorraine de Carbonisation (Cokerie) et de la Potasserie ;
- La Vallée : l'entrée de la fosse 8 d'Auby se trouve rue Francisco Ferrer et quartier HLM construit dans les années 1970, classé quartier prioritaire avec 1 370 habitants en 2020[22].
- Le Champ Fromentin/Cité du Moulin : là où se trouvait un ancien moulin, toujours présent, mais en ruine. La Cité du Moulin est une ancienne cité minière alors que le Champ Fromentin est un quartier résidentiel du début des années 1977 ;
- Le Grand Marais : quartier résidentiel ;
- Le centre-ville : quartier regroupant la Place de la République et la Départementale 120, représenté par les rues du Général de Gaulle, Léon Blum et Jean Jaurès. Il s'agit du quartier où se trouvent la plupart des commerces de la ville (alimentation, la Poste, pharmacies…) et les services publics (Mairie, CCAS, Médiathèque, Maison de Services, Centres sociaux).

### Habitat et logement
En 2021, le nombre total de logements dans la commune était de 3 119, alors qu'il était de 3 055 en 2016 et de 2 954 en 2011. 
Parmi ces logements, 93,1 % étaient des résidences principales et 6,9 % des logements vacants. Ces logements étaient pour 87,2 % d'entre eux des maisons individuelles et pour 10,9 % des appartements. 
Le tableau ci-dessous présente la typologie des logements à Auby en 2021 en comparaison avec celle du Nord et de la France entière. Une caractéristique marquante du parc de logements est ainsi l'absence de résidences secondaires et logements occasionnels, à comparer avec la proportion départementale (1,8 %) et nationale (9,7 %). 
| Typologie                                               | Auby | Nord | France entière |
| ------------------------------------------------------- | ---- | ---- | -------------- |
| Résidences principales (en %)                           | 93,1 | 90,9 | 82,2           |
| Résidences secondaires et logements occasionnels (en %) | 0    | 1,8  | 9,7            |
| Logements vacants (en %)                                | 6,9  | 7,4  | 8,1            |

La commune respecte les obligations qui lui sont faites par l'article 55 de la loi SRU de disposer d'au moins 20% de son parc de résidences principales constituées de logements sociaux.

### Voies de communication et transports
L'accès se fait principalement par la D 120 qui traverse la ville. L'autoroute A21 (Lens ↔ Valenciennes) se trouve également aux abords de la ville. Auby est également desservie par les lignes 2, 100 et 101 du réseau Évéole et par la ligne 853 du réseau interurbain Arc-en-Ciel 2. La ville sera à terme desservie par la ligne B du bus à haut niveau de service de Douai. Auby est également à proximité des gares de Leforest et de Pont-de-la-Deûle.
Le  contournement d'Auby est terminé et a été inauguré en décembre 2018 afin de réduire le passage des camions, en créant une route de la Zone Industrielle des Prés Loribes à la rue Jean-Jacques Rousseau.

### Qualité de l'environnement
Auby est située au cœur d'un bassin minier et industriel, également marqué par des séquelles de guerre laissées par les deux Guerres mondiales.
La commune abrite un important complexe industriel métallurgique, l'usine Les Asturies, l'une des plus grandes raffineries de
zinc dans le monde (avec de 245 Mt/an), appartenant au groupe Umicore France qui produit essentiellement du zinc et du cadmium.
Cette zone fait l'objet de requalifications environnementales depuis les années 1980, avec l'EPF (établissement public foncier).
Deux sites pollués ont fait l'objet d'une attention particulière :
- le terrain de dépôt d'Auby no 80 de VNF. Ce bassin a reçu dans les années 1970 des sédiments prélevés dans la gare d'eau de Courcelles-lès-Lens. Ces sédiments étaient très pollués, notamment par du plomb et du zinc provenant du site de l'usine Métaleurop-Nord. Il a fait l'objet en 2009 d'importants travaux de restauration paysagère ;
- le Bois des Asturies, situé près de l'usine, est très pollué par du zinc, du plomb et du cadmium (jusqu'à plusieurs centaines à plusieurs dizaines de milliers de mg/kg de sol sec[24]). Une peupleraie y a été plantée en deux vagues, d'abord sur la partie la moins proche de l'usine (boisée de 1974 à 1977) puis sur les parcelles les plus proches (de 1981 à 1983)[24]. Dans les parties moins polluées, le sous-bois est caractérisé par des associations de plantes indicatrices de sols pollués (Arrhenaterum elatius et Arabidopsis halleri, mais aussi par un humus, de type Mull, riche en diplopodes (Polydesmus angustus) et vers de terre. Sur les parties polluées, la Viola calaminaria, plante métallicole, pousse sur un humus dégradé (Mor « sans activité visible de la faune »[24] et sur les parties très polluées (à quelques centaines de mètres de l'usine, les arbres poussent mal, et la strate herbacée est riche en Armeria maritima halleri qui indique une forte pollution par le plomb. Des Phragmites australis montrent la présence d'une nappe superficielle. On y a trouvé une espèce de collembole particulièrement résistante aux sols pollués (Mesaphorura macrochaeta, dont les populations constituent jusqu'à 94 % de la communauté de collemboles sur les parties polluées étudiées, contre 1,7 % sur la partie moins polluée[24]).

Auby a fait l'objet d'une AEU (Analyse Environnementale Urbaine) dans le cadre de son PLU (Plan Local d'Urbanisme).

## Toponymie
On retrouve le nom d'Auby sous différentes orthographes : Albi en 1143 (cartulaire de l'abbaye de Marchiennes) ; Albiacum en 1241 (1er cartulaire d'Artois ; Aubi en  1284 (inform. judic. du comte de Flandre) ; Aubig en 1290 (1er cartulaire d'Artois) ; Obies en 1323 (3e cartulaire du Hainaut) ; Oby, Oppy, Aubi, documents divers.
Il faut d'abord retenir qu'en ces temps-là, il n'y avait pas d'orthographe bien arrêtée. Par exemple, dans une requête adressée par les gens du pays au lieutenant-général de la gouvernance en février 1668 on trouve écrit Auby et dans sa réponse le lieutenant-général a écrit Oby.
Le nom de la ville signifie « Domaine d'Albius » comme pour d'autres villes avec la même racine toponymique telles Albi ou Auby-sur-Semois

## Histoire

### Ancien Régime
De nombreuses fouilles menées par le service d'archéologie de la communauté d'agglomération depuis 2002 ont permis de mettre en évidence une occupation antérieure à celles mentionnées dans les textes anciens. Des vestiges d'occupations du haut Moyen Âge et moyenâgeuse viennent d'être découverts, de nombreuses tombes et objets notamment près de l'église actuelle ou a d'ailleurs été localisée la motte féodale mais aussi sur la place actuelle et autour de l'ancienne mairie. [réf. nécessaire]
Avant la Révolution française, la commune d'Auby fait partie de la province d'Artois[réf. nécessaire]

### Révolution française
En 1790, lors de la formation des départements, la localité est rattachée à l'arrondissement de Douai et ensuite au département du Nord dont Douai est le chef-lieu jusqu'en 1804.
Sous la Révolution française, un prêtre jureur (ayant prêté le serment de fidélité à la constitution civile du clergé) dessert l'église du village. Mais il n'est pas accepté par tout le monde : il demande aux autorités quelle mesure prendre en constatant que des habitants n'ont pas fait baptiser leurs enfants par lui mais sont allés faire réaliser la cérémonie ailleurs (autrement dit par un membre du clergé réfractaire).

## Politique et administration

### Rattachements administratifs et électoraux

#### Rattachements administratifs
La commune se trouve dans l'arrondissement de Douai du département du Nord.  
Elle faisait partie de 1801 à 1991 du canton de Douai-Ouest, année où elle est rattachée au canton de Douai-Nord-Est. Dans le cadre du redécoupage cantonal de 2014 en France, cette circonscription administrative territoriale a disparu, et le canton n'est plus qu'une circonscription électorale.

#### Rattachements électoraux
Pour les élections départementales, la commune fait partie depuis 2014 du canton d'Orchies.
Pour l'élection des députés, elle fait partie de la dix-septième circonscription du Nord.

### Intercommunalité
Auby est membre de Douaisis Agglo, un établissement public de coopération intercommunale (EPCI) à fiscalité propre créé en 2002 sous le statut de communauté de communes et transformé en la communauté d'agglomération en 2014. La commune lui a transféré un certain nombre de ses compétences, dans les conditions déterminées par le code général des collectivités territoriales.

### Tendances politiques et résultats
Au premier tour des élections municipales de 2014 dans le Nord, la liste PCF menée par le maire sortant Freddy Kaczmarek obtient la majorité absolue des suffrages exprimés, avec 1 733 voix (50,49 %, 23 conseillers municipaux élus dont 2 communautaires), devançant très largement les listes menées respectivement par : 

- Véronique De Rouck (DVG, 1 049 voix, 30,56 %, 4 conseillers municipaux élus) ;

- Lionel Watteau (SE, 510 voix, 14,86 %, 2 conseillers municipaux élus) ;

- Djamel Boutechiche (DVG, 140 voix, 4,07 %, pas d'élus).

Lors de ce scrutin, 30,88 % des électeurs se sont abstenus. 	
Au premier tour des élections municipales de 2020 dans le Nord, vingt-neuf sièges sont à pourvoir ; on dénombre 4 975 inscrits, dont 2 545 votants (51,16 %), 59 votes blancs (2,32 %) et 2 434 suffrages exprimés (95,64 %). 
La liste DVG menée par Christophe Charles  obtient la majorité absolue avec 1 345 voix (55,25 %, 23 conseillers municipaux élus dont 2 communautaires), devançant largement celle PCF menée par le maire sortant Freddy Kazmarek, qui a recueilli 1 089 voix (44,74 %, 6 conseillers municipaux élus dont 1 communautaire). 
 Lors de ce scrutin marqué par la pandémie de Covid-19 en France, 48,84 % des électeurs se sont abstenus,.

### Politique locale
Le 12 avril 2018, la ville de Auby est condamnée par la Cour administrative d'appel de Douai pour harcèlement moral envers un membre du personnel de la commune.
En juillet 2020, Freddy Kaczmarek l'ancien maire d'Auby et le chef d'entreprise Mohammed Zazoua sont placés en garde à vue pour des soupçons de favoritisme. Ils sont jugés tous deux par le tribunal correctionnel au mois de mai 2022. L'ancien maire Freddy Kaczmarek est innocenté.

### Liste des maires
| Période                                  | Période                   | Identité                     | Étiquette | Qualité |
| ---------------------------------------- | ------------------------- | ---------------------------- | --------- | --- |
| Les données manquantes sont à compléter. |                           |                              |           | |
|                                          |                           |                              |           | |
|                                          |                           | Benoît Facomprez             |           | |
|                                          |                           | Joachim Facomprez            |           | |
|                                          |                           | François Cogez               |           | |
|                                          |                           | Pierre Joseph Facomprez      |           | |
| 1802                                     | 1803                      | Cassiodore Courtecuisse      |           | |
|                                          |                           | Delattre                     |           | |
| 1807                                     |                           | Augustin Reytier             |           | |
| 1808                                     |                           | Bénoni Courtecuisse          |           | |
|                                          |                           | François Dubois              |           | |
|                                          |                           | Bénoni Demonchy              |           | |
| 1835                                     | 1873                      | Alexandre Moguez             |           | |
|                                          |                           | Louis Bouche                 |           | |
|                                          |                           | Alexandre Delaunay           |           | |
|                                          |                           | Henri Wilfert                |           | |
| 1881                                     |                           | Léon Courtecuisse            |           | |
|                                          |                           | Alfred Delaunay              |           | |
|                                          | 1904                      | François Facomprez           |           | |
| 1904                                     | 1919                      | Casimir Gasiorowski          |           | Directeur des Engrais d'Auby Officier du Mérite agricole                                                                    |
| 1919                                     |                           | Jean Facompré                |           | |
|                                          | 1929                      | Henri Kints                  |           | |
| 1929                                     | 1940                      | Voltaire Collart             | SFIO      | Ouvrier mineur |
|                                          |                           | Charles Dennetière           |           | |
| ca. 1950                                 |                           | Alexandre Dubois (1885-1958) | SFIO      | |
| avant 1963                               | mars 1971                 | Robert Cappelaere            | SFIO      | |
| mars 1971                                | mars 2001                 | Aldebert Valette             | PCF       | Professeur des collèges Conseiller général de Douai-Nord-Est (1992 → 2004)                                                  |
| mars 2001                                | mai 2020                  | Freddy Kaczmarek             | PCF       | Ancien président du Réseau Évéole Vice-président de Douaisis Agglo Suppléant du député Jean-Jacques Candelier (2007 → 2012) |
| mai 2020                                 | mai 2025                  | Christophe Charles           | PRG       | Commercial, ancien adjoint au maire Mandat écourté par la condamnation du maire à 3 ans d'inéligibilité,                    |
| mai 2025                                 | En cours (au 20 mai 2025) | Bernard Czech                | DVG       | Retraité de l'Éducation nationale Adjoint au maire (2020 → 2025)                                                            |

### Jumelages
| Ville | Ville    | Pays | Pays    | Période     |
| ----- | -------- | ---- | ------- | ----------- |
|       | Czeladź, |      | Pologne | depuis 1976 |

## Équipements et services publics

### Enseignement
Auby fait partie de l'académie de Lille.
La ville possède plusieurs établissements répartis dans les quartiers :
- Au Centre, l'école Maternelle Gérard Philipe et l'école Primaire Jules Guesde ;
- Au Bon-Air, l'école Maternelle Jacques Prévert et l'école Primaire Georges Brassens ;
- Aux Asturies, l'école maternelle et primaire Marcel Pagnol

La ville est également dotée d'établissements secondaires :
- Collège Victor Hugo, comprenant une SEGPA et une classe ULIS (unités localisées pour l'inclusion scolaire).
- Lycée Professionnel Ambroise Croizat (Bac Professionnel Administratif, Bac Professionnel Métiers de la Mode et du Vêtement, Bac Professionnel AASP, CAP Agent Polyvalent de Restauration, CAP Assistant Technique en Milieu Familial, CAP APR en contrat d'apprentissage)

## Population et société

### Démographie

#### Évolution démographique
L'évolution du nombre d'habitants est connue à travers les recensements de la population effectués dans la commune depuis 1793. Pour les communes de moins de 10 000 habitants, une enquête de recensement portant sur toute la population est réalisée tous les cinq ans, les populations de référence des années intermédiaires étant quant à elles estimées par interpolation ou extrapolation. Pour la commune, le premier recensement exhaustif entrant dans le cadre du nouveau dispositif a été réalisé en 2004.

En 2022, la commune comptait 7 171 habitants, en évolution de −1,56 % par rapport à 2016 (Nord : +0,51 %, France hors Mayotte : +2,11 %).
| 1793 | 1800 | 1806 | 1821 | 1831 | 1836 | 1841 | 1846  | 1851  |
| ---- | ---- | ---- | ---- | ---- | ---- | ---- | ----- | ----- |
| 709  | 762  | 886  | 887  | 968  | 953  | 980  | 1 020 | 1 092 |

| 1856  | 1861  | 1866  | 1872  | 1876  | 1881  | 1886  | 1891  | 1896  |
| ----- | ----- | ----- | ----- | ----- | ----- | ----- | ----- | ----- |
| 1 092 | 1 177 | 1 253 | 1 385 | 2 049 | 2 410 | 2 277 | 2 364 | 2 685 |

| 1901  | 1906  | 1911  | 1921  | 1926  | 1931  | 1936  | 1946  | 1954  |
| ----- | ----- | ----- | ----- | ----- | ----- | ----- | ----- | ----- |
| 3 048 | 3 445 | 4 462 | 4 745 | 6 930 | 7 506 | 7 165 | 7 227 | 8 579 |

| 1962  | 1968  | 1975  | 1982  | 1990  | 1999  | 2004  | 2006  | 2009  |
| ----- | ----- | ----- | ----- | ----- | ----- | ----- | ----- | ----- |
| 9 007 | 9 090 | 8 954 | 8 630 | 8 442 | 7 958 | 7 845 | 7 747 | 7 585 |

| 2014  | 2019  | 2022  | - | - | - | - | - | - |
| ----- | ----- | ----- | - | - | - | - | - | - |
| 7 320 | 7 239 | 7 171 | - | - | - | - | - | - |

#### Pyramide des âges
La population de la commune est relativement jeune.
En 2018, le taux de personnes d'un âge inférieur à 30 ans s'élève à 39,5 %, soit au-dessus de la moyenne départementale (39,5 %). À l'inverse, le taux de personnes d'âge supérieur à 60 ans est de 24,2 % la même année, alors qu'il est de 22,5 % au niveau départemental.
En 2018, la commune comptait 3 491 hommes pour 3 765 femmes, soit un taux de 51,89 % de femmes, légèrement supérieur au taux départemental (51,77 %).
Les pyramides des âges de la commune et du département s'établissent comme suit.
| Hommes | Classe d’âge | Femmes |
| ------ | ------------ | ------ |
| 0,5    | 90 ou +      | 1,3    |
| 5,5    | 75-89 ans    | 8,8    |
| 14,7   | 60-74 ans    | 17,4   |
| 18,7   | 45-59 ans    | 17,0   |
| 18,8   | 30-44 ans    | 18,1   |
| 18,3   | 15-29 ans    | 17,3   |
| 23,4   | 0-14 ans     | 20,2   |

| Hommes | Classe d’âge | Femmes |
| ------ | ------------ | ------ |
| 0,5    | 90 ou +      | 1,4    |
| 5,3    | 75-89 ans    | 8,1    |
| 14,8   | 60-74 ans    | 16,2   |
| 19,1   | 45-59 ans    | 18,4   |
| 19,5   | 30-44 ans    | 18,7   |
| 20,7   | 15-29 ans    | 19,1   |
| 20,2   | 0-14 ans     | 18     |

### Manifestation culturelles et festivités
- Février : carnaval d'Auby avec la cérémonie des Cacheux... cette manifestation n'existe plus depuis 2004
- Mai : brocante, fête foraine, historiquement programmée le 3e dimanche de mai;
- 13 et 14 juillet : retraite aux flambeaux, pique-nique républicain, feu d'artifice... le pique nique republicain n'existe plus;
- Fin juillet/début août : Auby Plage (parking de la Piscine, rue Alexandre-Dubois) ;Cette manifestation n'a plus été reconduite
- 2 septembre : Libération de la Commune d'Auby ;
- Septembre : Brocante, fête foraine historiquement prévue le 1er dimanche après le 15 du même mois
- Décembre : marché de Noël

### Sports et loisirs
Auby regroupe en 2018 plus de cinq associations sportives et club de sport
L'une des associations sportives historiques de la ville d'Auby, créée en 1913 est la Fraternelle Aubygeoise qui propose des cours de gymnastique et de danse à partir de 3 ans.
L'Auby l'Auby AC propose de l'athlétisme, Auby Basket Loisirs, Auby Forme, Auby Plongée Club, ainsi que plusieurs associations proposant du Futsal.

### Média
- Radio-Quinquin est une ancienne station radio qui émettait depuis Auby.

### Cultes
Christianisme : Auby dispose de deux églises , Église catholique Notre-Dame-de-la-Visitation au centre-ville d'Auby et l'église catholique Saint Joseph au quartier des Asturies.
Islam: Avec une grande communauté musulmane, Auby dispose d'une mosquée depuis 2008.

## Culture locale et patrimoine

### Lieux et monuments
- Château d'Auby : du XVIIIe siècle dont la plus ancienne propriétaire connue reste la marquise de Leyde, Dame du Forest et d'Auby ; puis le Sieur Plaisant, trésorier de la ville de Douai ; Simon de Maibelle, professeur de droit à l'Université de Douai qui se maria avec la fille de M. Plaisant, Auguste Dubois, intendant militaire qui assura la rénovation de l'édifice dans les années 1854-1857 pour lui donner son état actuel. Ce château revint à la famille Cardon de Montigny à la suite du décès d'Auguste Dubois en 1875 et fut racheté en 1921 par les Houillères nationales lors d'une vente promulguée par le tribunal civil de Bernay à la suite de la liquidation de la succession de Norbert Cardon de Montigny, les Houillères le transformèrent alors en centre d'apprentissage pour galibots mineurs. En 1968, la municipalité d'Auby en fit l'acquisition, il accueillit successivement des salles de classe, une cantine scolaire, une bibliothèque qui fut transformée en médiathèque en 1989. L'ancienne bibliothèque a été incendiée lors des émeutes des banlieues en 2005. Le château est constitué d'une partie centrale de médiocre apparence à laquelle sont flanquées deux ailes de style espagnol bâtard flanquées de tourelles décoratives. Son parc et ses jardins sont vastes (actuel parc du château ) et une ferme composait ses annexes.

Après l'incendie de 2005, les élus locaux programmèrent la rénovation et la transformation de l'édifice en Hôtel de Ville dont l'inauguration se déroula le 5 novembre 2011.
- L'ancienne mairie est une ancienne église bâtie en 1810 par l'architecte néo-classique spécialisé dans les constructions d'églises Benjamin Joseph Dewarlez, bâtisseur aussi des églises Saint-Matin de Roost-Warendin et de Vieux-Condé. Ce bâtiment remplaça celui de 1761 fortement dégradé. En 1875, une nouvelle église fut construite sur un terrain appelé "Les mottes", cédé par Auguste Dubois conseiller municipal de la ville. Le clocher situé sur la partie arrière fut supprimé, un étage fut construit dans le bâtiment où furent ouvertes des classes, des ouvertures furent faites sur la façade afin d'y accueillir les services administratifs de la mairie.
- Kiosque à musique du début du XXe siècle construit en 1921 par l'entreprise Maerstens sur les vestiges de l'ancien parc du château dit « Laloux » démantelé sur décision du conseil municipal lors des réflexions sur le devenir de cet immense espace situé en centre-ville et laissé en ruine par les occupants. Ce château dont il est fait mention au XVIIIe siècle aurait été construit par le chevalier Reytier Bailli d'Auby dont la lignée occupa jusqu'en 1830 le bâtiment dont il ne subsiste aucun élément. C'est dans cette propriété que fut installée en 1811 la toute première sucrerie utilisant la betterave suivant un procédé instauré par le docteur Reytier, membre de la société horticole de Douai.

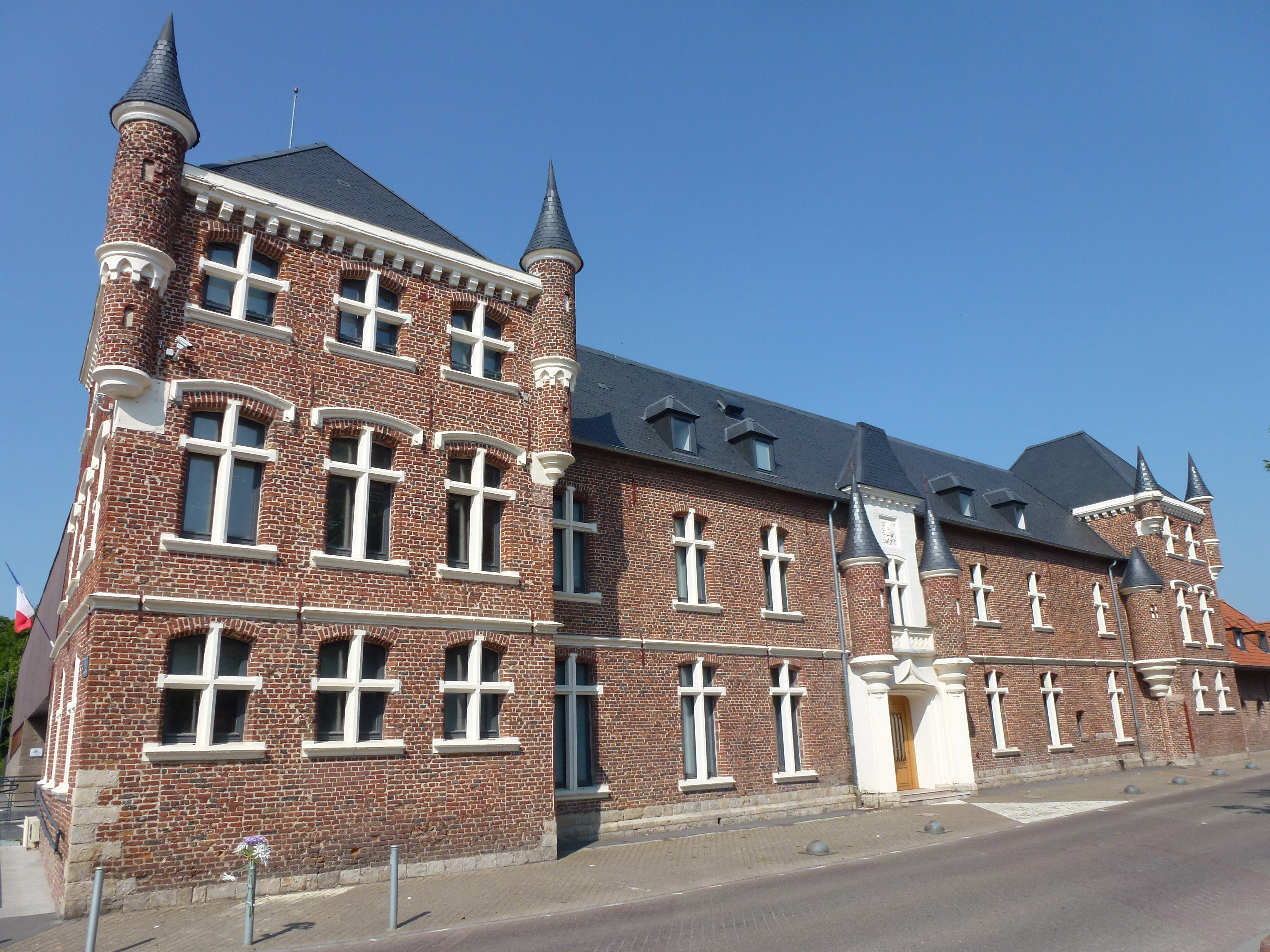
Façade principale du château, faisant partie de la mairie.
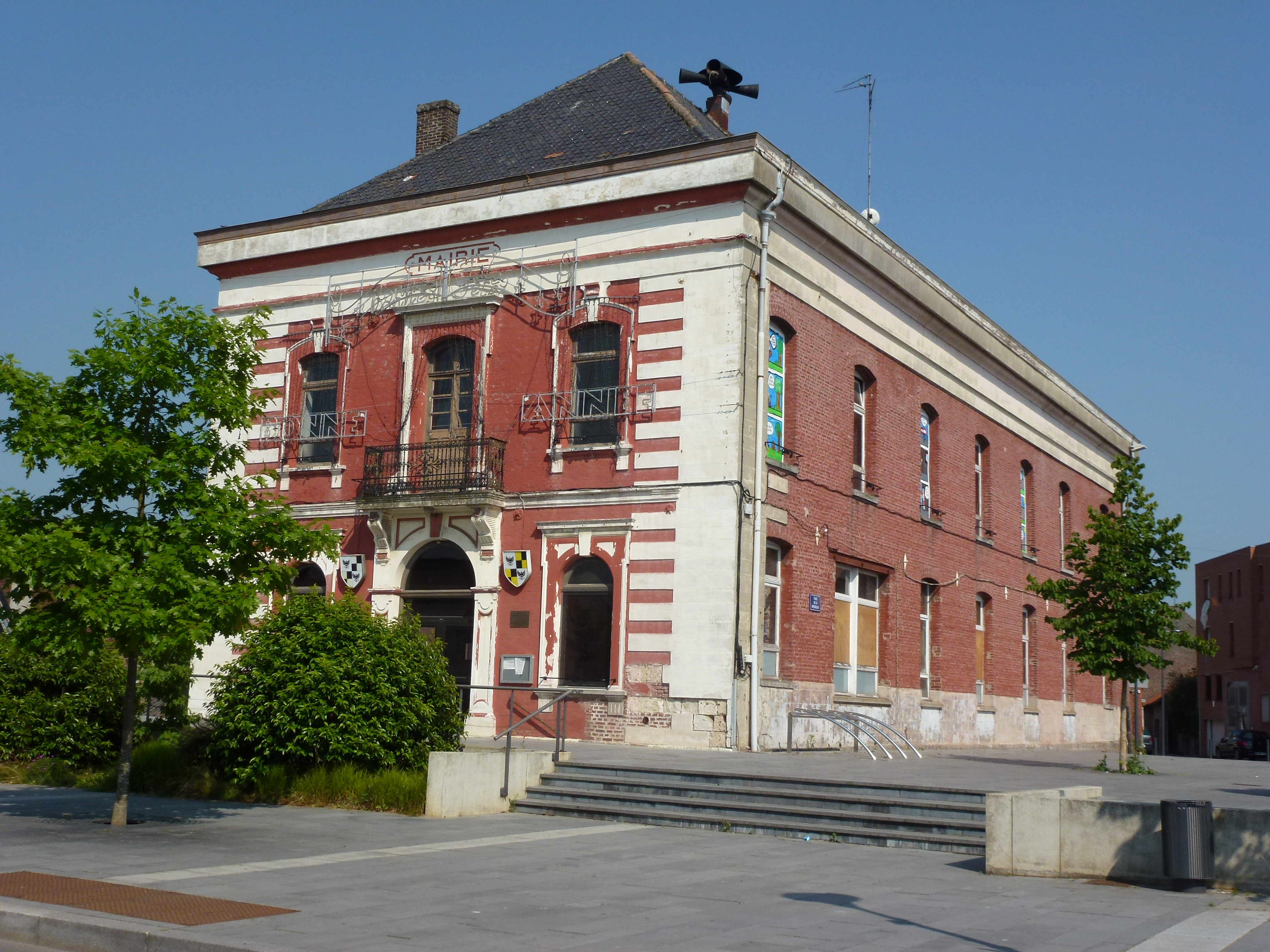
L'ancienne mairie.
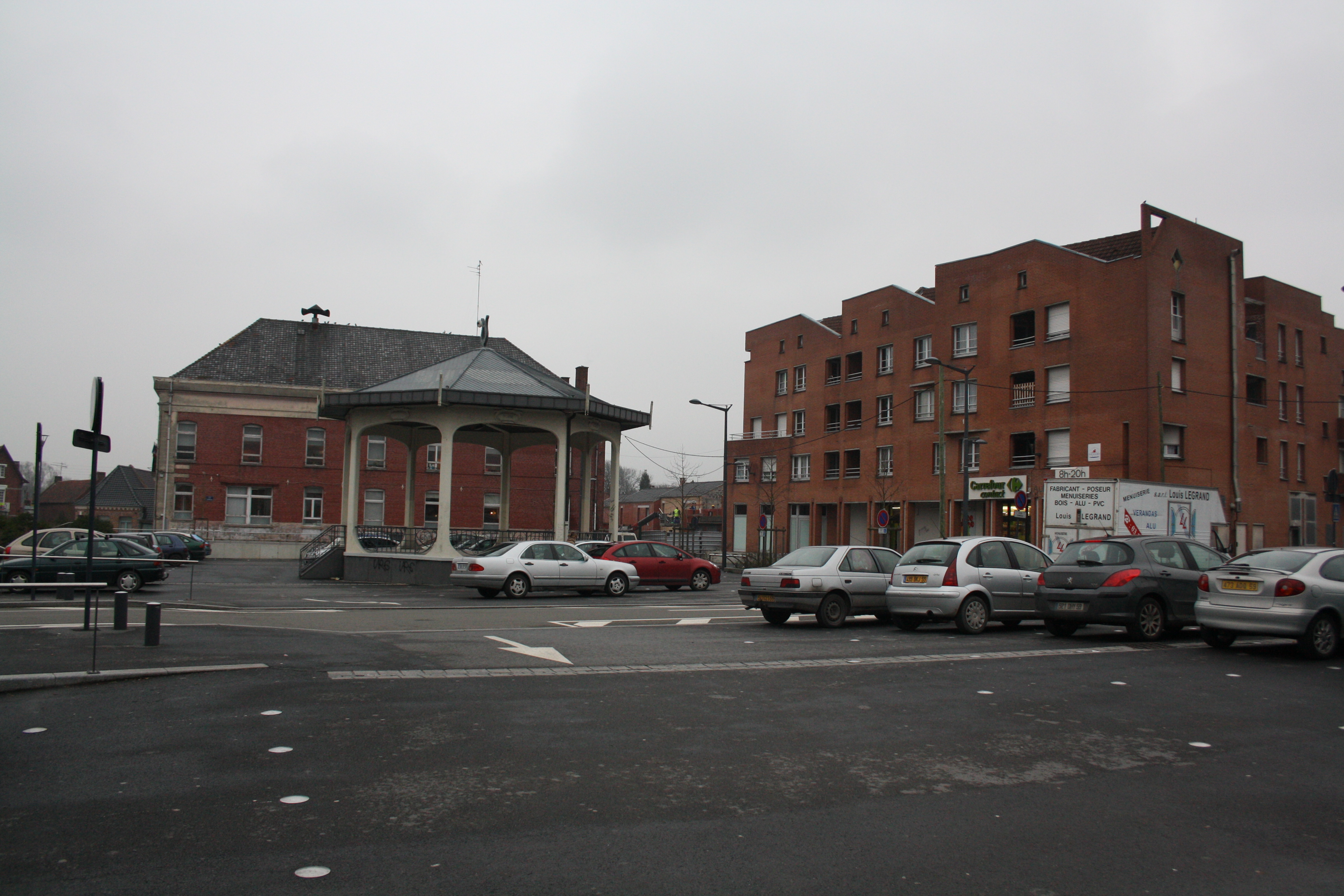
Le kiosque à musique sur la place

- Église paroissiale Notre-Dame-de-la-Visitation de 1967 construite sur l'emplacement d'un édifice datant de 1875, profondément remanié après les dégâts de la Première Guerre mondiale notamment pour son clocher entièrement reconstruit en 1921. En 1957, les affaissements miniers ont  raison de la partie arrière du chœur qui s'effondre. Une église provisoire en bois est reconstruite à proximité.
- Église des cités de la fosse no 6 des mines de l'Escarpelle.
- Chapelle Saint-Joseph du XIXe siècle, au quartier des Asturies.
- La Chapelle Notre-Dame-de-Bon-Secours du XIXe siècle, comme le prouve la date de 1856 inscrite sur le porche, construite par Auguste Dubois, intendant militaire et époux de Léocadie Bouziers d'Estouilly, propriétaire avant la baronne de Montigny. Cette chapelle est dédiée à Notre-Dame-de-Bonsecours et a été édifiée sur une crypte qui aurait dû accueillir la dépouille d'Auguste Dubois, propriétaire du château, mais qui est un des premiers à poser son monument funéraire dans le nouveau cimetière situé à l'entrée d'Auby. 
Le 8 décembre 2013 ont été posées trois statues dans les niches restées vides après la guerre de 1914-1918 : Saint Éloi, sainte Barbe et une Vierge à l'Enfant de bonne facture embellissent l'édifice.

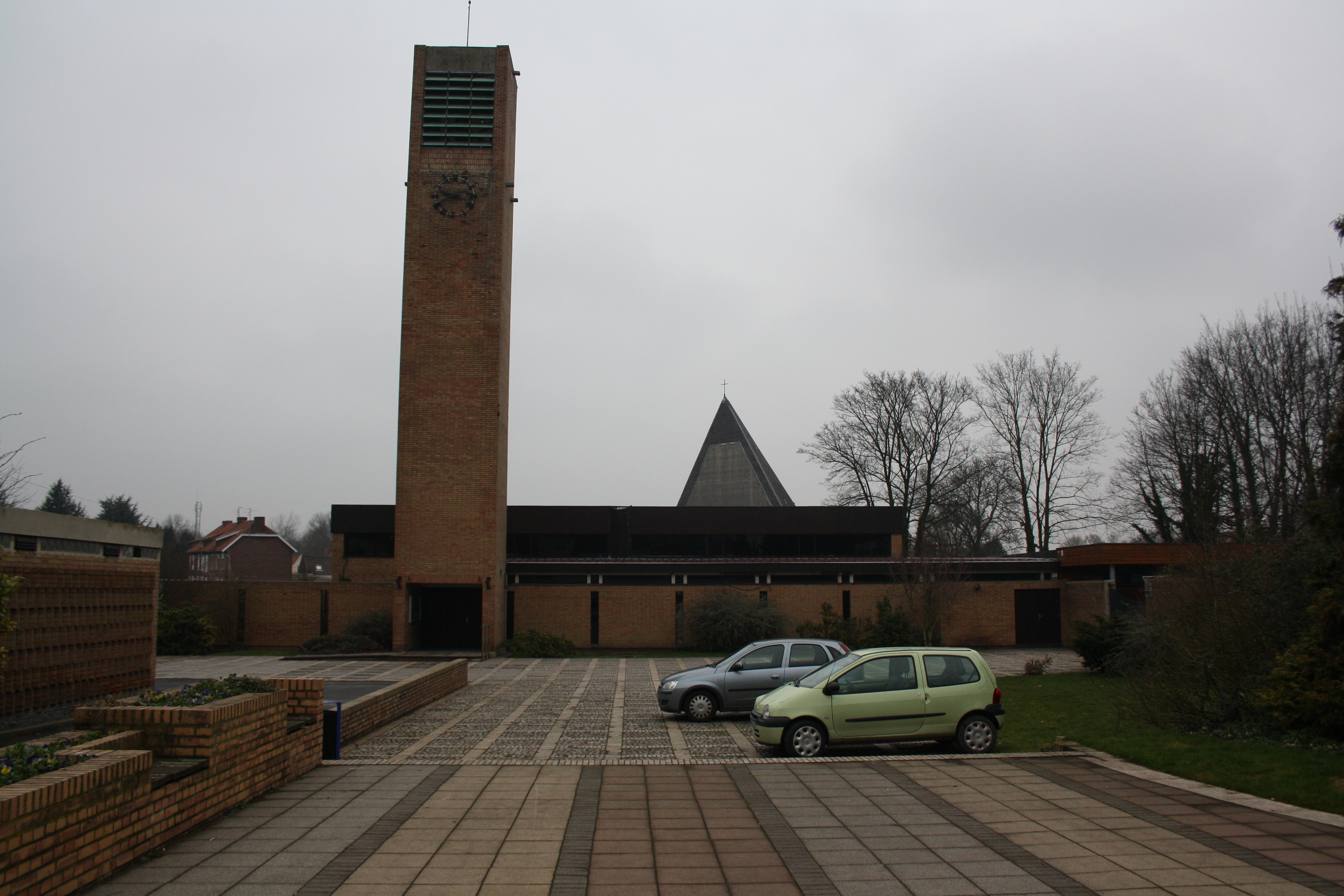
Église paroissiale Notre-Dame-de-la-Visitation.
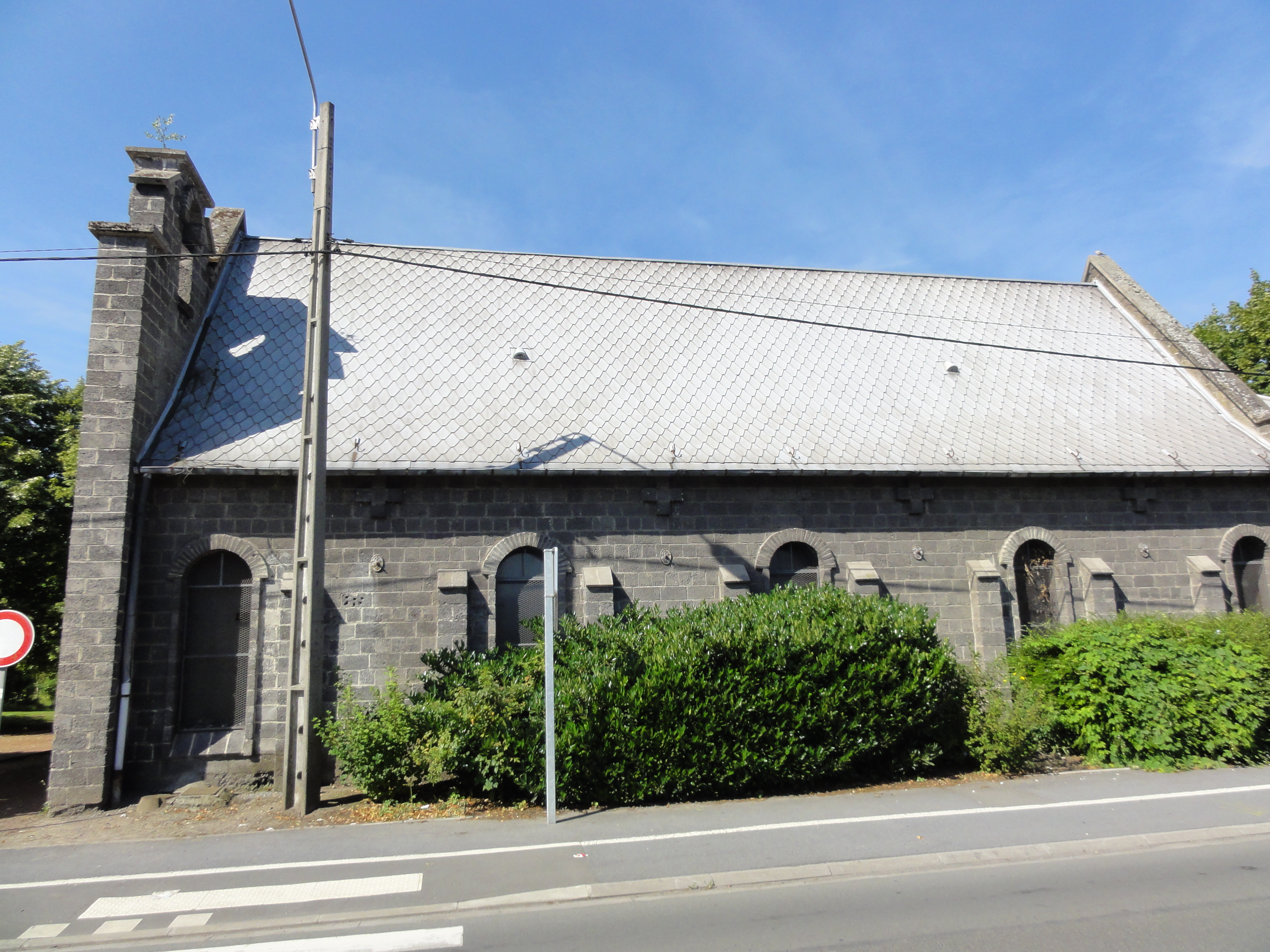
L'église des cités de la fosse n° 6 des mines de l'Escarpelle
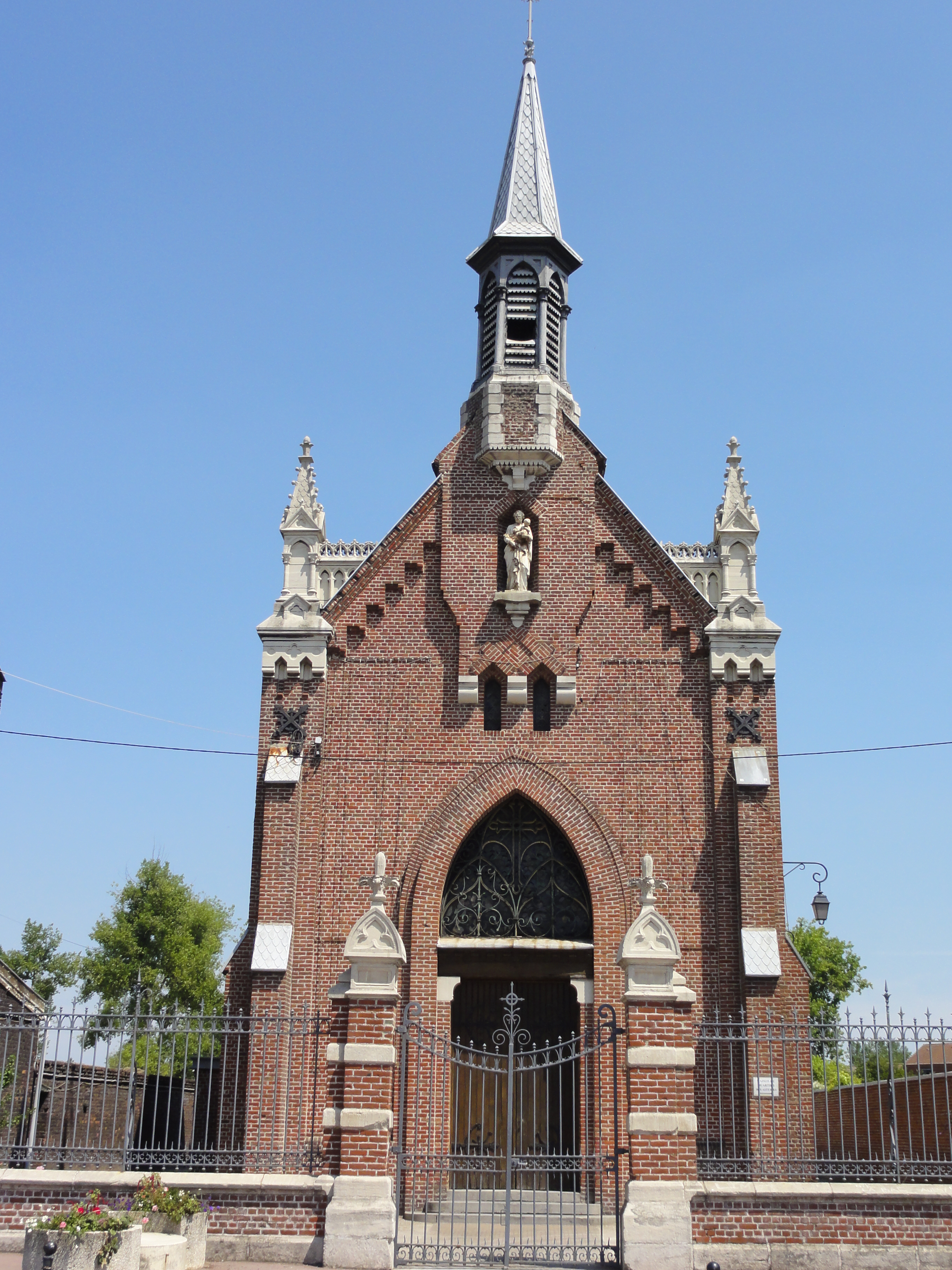
La chapelle Saint-Joseph
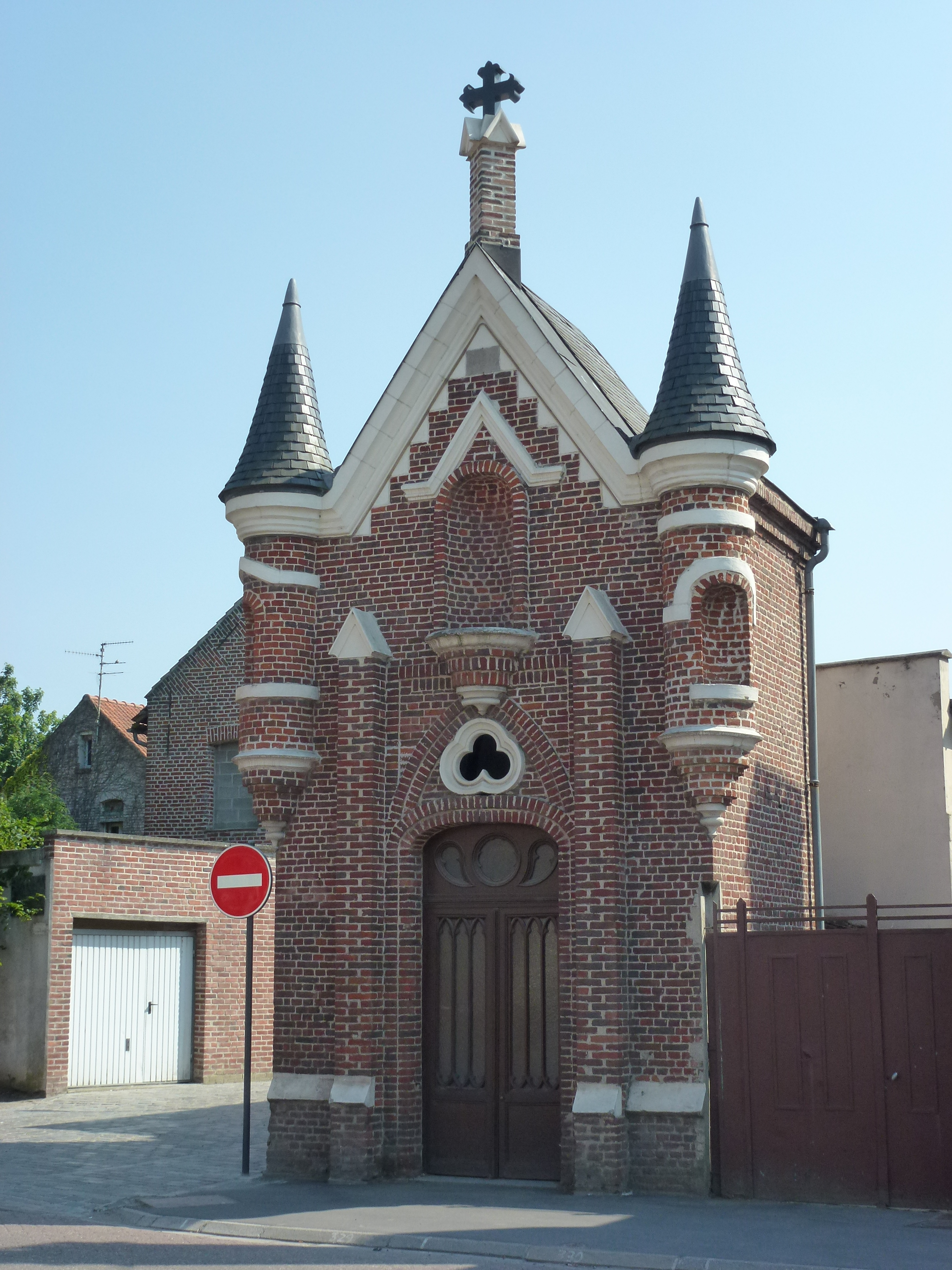
La chapelle N.D. de Bon Secours

- Ancien moulin à grain du XVIIIe siècle à l'entrée de la ville (en venant de Flers-en-Escrebieux) détruit avant 1914. Tour droite en briques supportant le mécanisme en toiture tournante. Un autre moulin est mentionné sur un plan ancien, il devait se trouver dans les parcelles occupées par l'ancien terril de la fosse 8.
- Pont du canal de la Deûle, lieu stratégique de franchissement de la Deûle, les ponts de bois existants furent remplacés au XIXe siècle par un pont tournant en fer monté sur un axe central, ce dernier fut remplacé en 1910 par un pont de fer construit par l'entreprise Five Cail qui fut détruit par les Allemands lors de leur départ en 1918. Un pont-levis en bois fut construit en hâte à l'emplacement de l'ancien pont tournant afin d'assurer les liaisons ce n'est qu'en 1923 qu'un nouveau pont en fer vit le jour celui même que les voies navigables viennent de remplacer en 2012 pour le passage du trafic fluvial de conteneurs sur deux couches.
- La cité pavillonnaire de la Justice, le dispensaire de la Société de Secours Minière, la cité-jardin du Moulin, issus de la fosse no 8 des mines de l'Escarpelle, et le terril no 140, Marais du Vivier Ouest, ont été classés le 30 juin 2012 au patrimoine mondial de l'Unesco[48].

### Personnalités liées à la commune
- Hercule du Hem (1535 - 1600) seigneur d'Oby, fils de Jean du Hem (mort en 1538) et beau-frère de Salomon de Landas (1543-1574) procureur gouverneur de Lille.
- Louis de La Tramerie, est seigneur de Le Forest et d'Auby en 1667, lorsque la terre de Le Forest est érigée en marquisat à son profit. Il descend d'une des plus anciennes et plus illustres familles du comté d'Artois. Ses ancêtres et lui ont rendu de grands services à leurs souverains[49].
- Pierre Delattre (- Auby 1709)[50], ingénieur du roi Louis XIV[51].
- Roger Bergerat (1908 - Auby 1997), organiste de N.D. de la Treille à Lille, ancien élève de Marcel Dupré
- Joseph Carlier, (1931-2012), footballeur français y est né.
- Fabrice Radkowski, champion du monde 2007 de culturisme, s'entraîne à Auby.
- Joseph Poulain, clairon du 106e bataillon de chasseurs.
- Achille Blondeau (1925-2019), syndicaliste

### Héraldique
| Blason de Auby | Blason  | Ecartelé aux 1 et 4, d'argent à l'aigle éployée de sable, becquée et membrée de gueules ; aux 2 et 3, contre-écartelé d'or et de sable. |
| Blason de Auby | Détails | Le statut officiel du blason reste à déterminer.                                                                                        |

### Les géants
Plusieurs géants existent ou ont existé à Auby :
- Alphonse et Zulma, construits primitivement en osier dans les années 1980, puis en aluminium en 1982, les têtes ont été réalisées par et sur une idée de Gérard Laurent, employé communal, voulant rendre hommage à la corporation des mineurs et à son grand-père, meneux qu'chevaux à la fosse no 8 d'Auby ; Il construit également les géants Jean-Miche et Merdouille et anime pendant de nombreuses années avec sa bande « Les cacheux » et ses géants le carnaval d'Auby. Leur fils est Alexandre[52]. Alphonse et Zulma ont disparu[53].
- Zin-Zinc[52], symbolisant la corporation des fondeurs de zinc de la Compagnie royale Asturienne des Mines, ce géant est toujours en activité (nouvelle version dévoilée le 27 janvier 2024, réalisée par le facteur de géants Fabrice Simon);
- Jean-Miche[52], représentant Jean-Michel Blervaque, ancien compagnon de la troupe de Cacheux d'Auby, disparu tragiquement ; Ce géant inactif et âbimé repose aux ateliers municipaux et attend un avenir meilleur.
- Éric le pâtissier[52], représentant Éric Camart, pâtissier local ; Ce géant n'existe plus, il a été démonté par manque de sorties.
- Merdouille[52], sur une idée des parents d'élèves du centre, il avait été créé au moment d'Halloween en 2003 et avait été notamment sorti pour lutter contre la fermeture d'une classe. Merdouille repose également aux ateliers municipaux et est totalement inactif.

## Pour approfondir